# Akmal Mozgovoy
Akmal Mozgovoy (Qarshi, 2 de abril de 2000) es un futbolista uzbeko que juega en la demarcación de centrocampista para el FC Nasaf de la Super Liga de Uzbekistán.

## Selección nacional
Tras jugar en varias categorías inferiores de la selección, finalmente hizo su debut con la selección de fútbol de Uzbekistán en un partido amistoso contra Tayikistán que finalizó con un resultado de 2-1 tras los goles de Murod Kholmukhamedov y Shakhzod Ubaydullaev para Uzbekistán, y de Zoir Dzhuraboyev para Tayikistán.

## Clubes
| Club     | País       | Año   | Partidos | Goles |
| -------- | ---------- | ----- | -------- | ----- |
| FC Nasaf | Uzbekistán | 2018- | 141      | 9     |